# Кембриџ (Охајо)
Кембриџ (енгл. Cambridge) град је у америчкој савезној држави Охајо.

## Демографија
По попису из 2010. године број становника је 10.635, што је 885 (-7,7%) становника мање него 2000. године.
| Група             | 2000.          | 2010.         |
| Белци             | 10.631 (92,3%) | 9.779 (92,0%) |
| Афроамериканци    | 451 (3,9%)     | 361 (3,4%)    |
| Азијати           | 43 (0,4%)      | 33 (0,3%)     |
| Хиспаноамериканци | 111 (1,0%)     | 129 (1,2%)    |
| Укупно            | 11.520         | 10.635        |